# SMS Baden (1883)
 (août 2025).
Si vous disposez d'ouvrages ou d'articles de référence ou si vous connaissez des sites web de qualité traitant du thème abordé ici, merci de compléter l'article en donnant les références utiles à sa vérifiabilité et en les liant à la section « Notes et références ».
La corvette cuirassée Baden était le dernier vaisseau de la Classe Sachsen (1877), ligne de bâtiments de guerre déployés par la Kaiserliche Marine. Elle a été lancée en 1876 à l'arsenal impérial de Kiel, a effectué sa mission inaugurale le 28 juillet 1880 et mise en service le 24 septembre 1883. De mars à septembre 1901, l'officier commandant ce bâtiment était le capitaine Eugen Kalau vom Hofe (1856–1935). Le jeune Ludendorff a servi à son bord.

## La classeSachsen

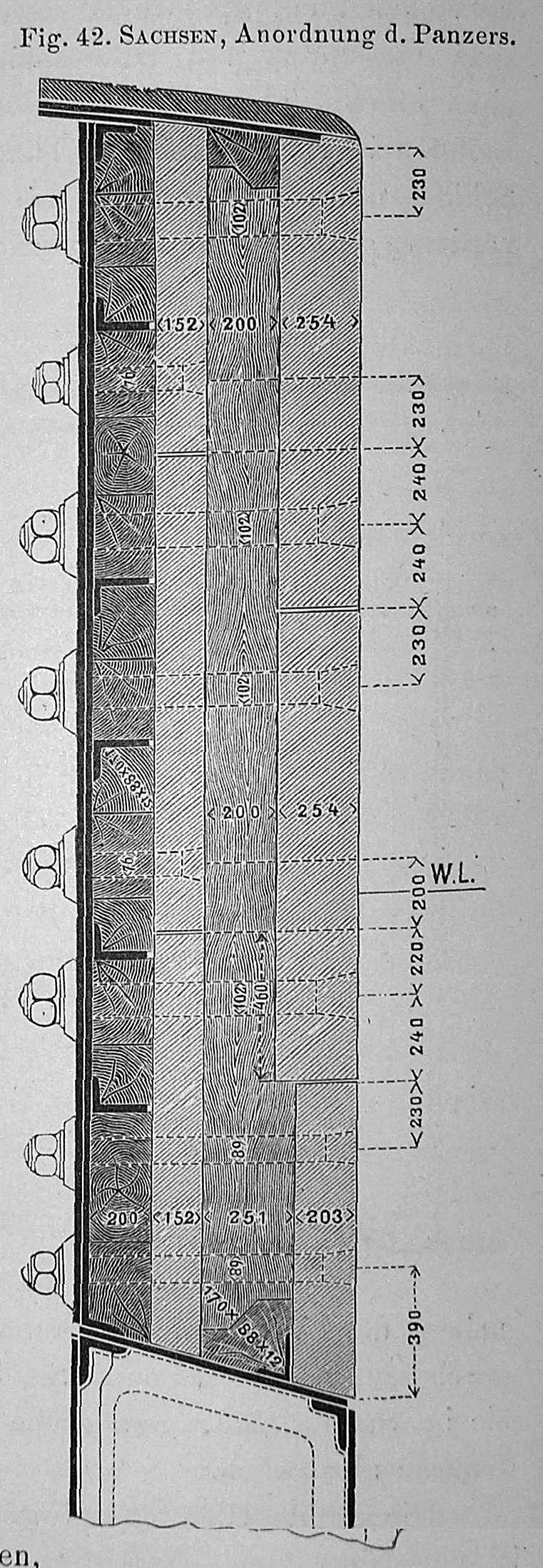
Détail du blindage caractéristique des vaisseaux de la classe Sachsen

Les premières esquisses des navires de la classe Sachsen remontent à 1861. Il s'agissait d'une ligne de bâtiments destinés à croiser en mer Baltique, les premiers de la Marine impériale à se passer de gréement auxiliaire. Comme le contrat avec les chantiers navals de Stettin était signé avant celui de l'arsenal impérial de Kiel, les Sachsen (nom commercial « cuirassés  B ») furent construits, non dans la région à laquelle ils devaient leur nom, mais en Mecklembourg. Le bâtiment modèle était le Bayern (« cuirassé&nbsp A »). Les quatre unités étaient prêtes en 1884. Elles ont été modernisées entre 1896 et 1899 avec des coques renforcées et une cheminée unique.

## Caractéristiques techniques
La longueur du navire était de 97,80 m, et sa largeur au bau, de 18,30 m. Le Sachsen possédait six canons de 260 mm à double chemisage, d'une longueur d'affût de 5,72 m. Quatre canons étaient au milieu du bâtiment, les deux derniers dans la barbette de proue. A partir de 1886, on l'équipa en outre de cinq tube lance-torpilles (2 tubes de 45 cm sur les flancs, 2 tubes de 35 cm à la proue et 1 tube de 35 cm à la poupe). Les plaques de blindage de la tour de commandement étaient des pièces de fer puddlé épaisses de 203 à 254 mm. La poupe était couverte de plaques de 51 à 64 mm. L'équipage comptait de 317 à 377 marins. La propulsion était assurée par deux turbines à vapeur alimentées par huit chaudières situées dans deux chambres distinctes : c'est pourquoi ses cheminées étaient, de manière inhabituelle, juxtaposées latéralement ; la silhouette donnée au bâtiment lui valut le surnom de « cimenterie. »

## Destin
Le Baden a été désarmé le 24 octobre 1910. De 1912 à 1918, il a été affecté à la défense des côtes, puis de 1920 à 1938 a servi de navire cible dans la darse de Stollergrund, à Kiel. Il a été déchiré au cours de l'hiver 1939-40.